# Sukagalih (Tarogong Kidul)
Sukagalih is een bestuurslaag in het regentschap Garut van de provincie West-Java, Indonesië. Sukagalih telt 13.356 inwoners (volkstelling 2010).